# Amami per sempre
Amami per sempre è un singolo della cantante jazz italiana Amalia Gré, pubblicato il 2 marzo 2007 dall'etichetta discografica Capitol.
Il brano è stato scritto dalla stessa Amalia Gré insieme a Michele Ranauro e Paola Palma ed è stato presentato dall'artista al Festival di Sanremo 2007 nella categoria "Campioni", con buoni consensi da parte della critica  e si è classificato 11º. Nella serata dedicata ai duetti, la cantante ha interpretato il brano insieme a Mario Biondi.
La canzone è stata inserita nel secondo album di inediti della cantante, Per te, uscito l'anno precedente e ristampato per l'occasione. Una versione in lingua inglese, intitolata Sweet Surrender, è stata resa disponibile solo per la piattaforma digitale iTunes.
Nel 2008 Orietta Berti ne ha inciso una versione nel suo album Swing - Un omaggio alla mia maniera.

## Tracce
1. Amami per sempre – 3:57

## Classifiche
| Classifica (2007) | Posizione massima |
| ----------------- | ----------------- |
| Italia            | 11                |